# Ovale kapslak
De ovale kapslak (Acroloxus lacustris) is een slakkensoort uit de familie Acroloxidae. De wetenschappelijke naam van de soort is gepubliceerd in 1758 door Linnaeus in de tiende editie van Systema naturae. 